# Rue du Général-Guillaumat
Pour les articles homonymes, voir Guillaumat.
La rue du Général-Guillaumat est une voie du 15e arrondissement de Paris, en France.

## Situation et accès
La rue du Général-Guillaumat est une voie publique située dans le 15e arrondissement de Paris. Elle débute avenue Albert-Bartholomé et se termine place des Insurgés-de-Varsovie.

## Origine du nom

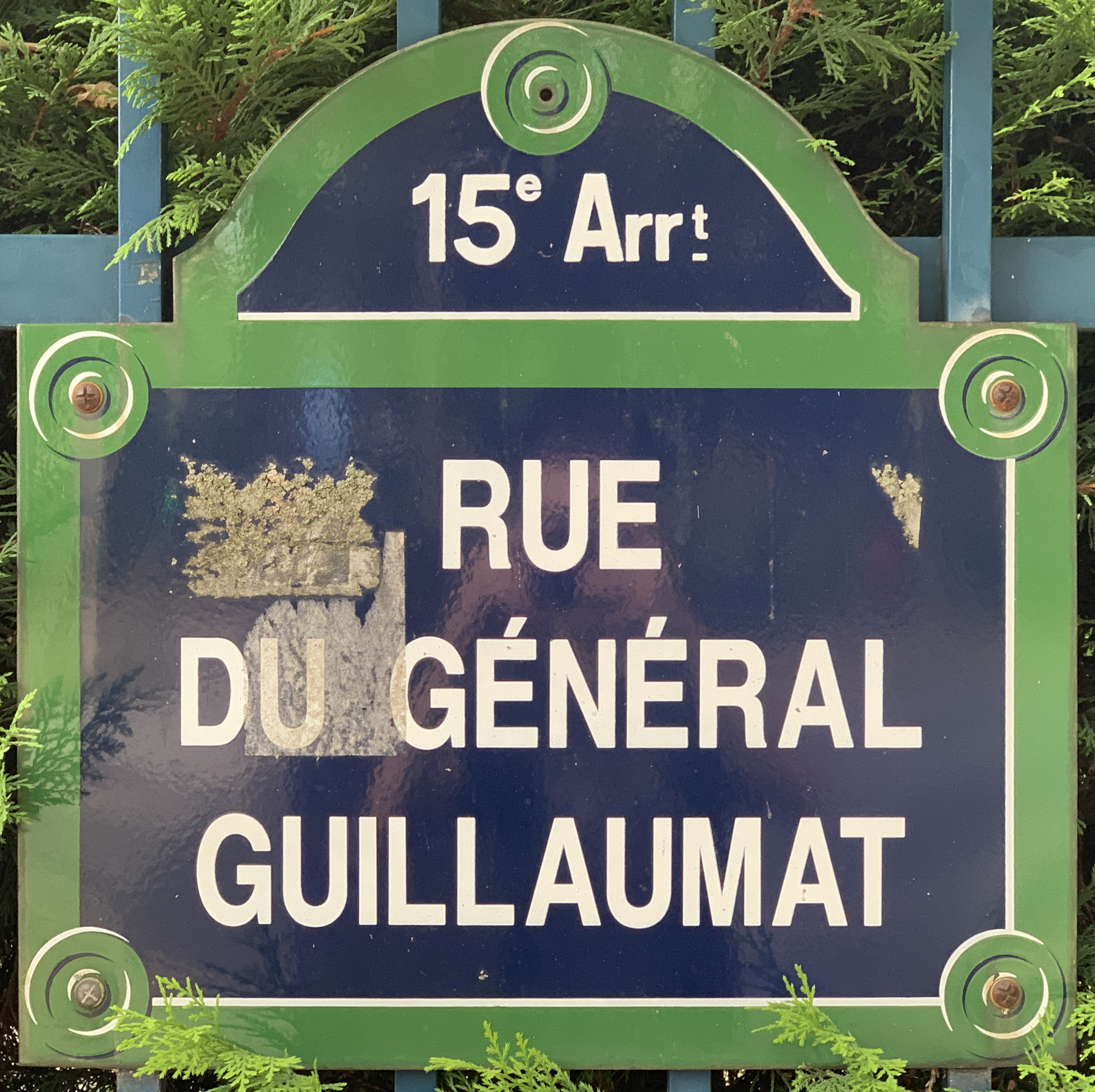
Plaque de la rue.

Elle porte le nom du général Adolphe Guillaumat (1863-1940), commandant en chef des armées alliées d'Orient (1917), gouverneur militaire de Paris (mai 1918), commandant en chef de l'armée française du Rhin (1924).

## Historique
La voie est ouverte et prend sa dénomination actuelle le 28 octobre 1954. 